# Euripus (insecto)
Euripus es un género de lepidópteros perteneciente a la familia Nymphalidae. Es originario del este de Asia.

## Especies
- Euripus consimilis
- Euripus nyctelius
- Euripus robustus